# Élisabeth Roudinesco
Élisabeth Roudinesco (Parigi, 10 settembre 1944) è una storica, psicoanalista e scrittrice francese, biografa di Jacques Lacan e autrice di una ventina di opere sulla storia della psicoanalisi, la filosofia, il giudaismo e la Rivoluzione francese.

## Biografia
Figlia di Alexandre Roudinesco, medico di origini ebraico-romene (era nato a Bucarest nel 1883) e di Jenny Aubry (1903-1987), nata Weiss, pediatra e psicoanalista. Louise Weiss (1893-1983, scrittrice, femminista e deputata al parlamento europeo) era sua zia. Élisabeth si è sposata nel 1966 con Michel Favart, da cui ha divorziato nel 1969. Dal 1971 al 1979 è stata iscritta al Partito Comunista Francese. Nel 1986 si è unita all'editore Olivier Bétourné, presidente delle Éditions du Seuil.
Dal 2013 ha ricevuto l'onorificenza di cavaliere della Legion d'onore.
Dopo il diploma al Collège Sévigné, è stata insegnante in Algeria dal 1966 al 1967, per poi tornare a Parigi e continuare gli studi alla Sorbonne, dove si è laureata in lettere moderne e linguistica con Michel Butor (la tesi intitolata Langage et idéologie chez Raymond Roussel), per proseguire gli studi magistrali con Tzvetan Todorov all'università Paris-VIII. È stata allieva di Gilles Deleuze e Michel Foucault e nel 1969 di Michel de Certeau che l'ha incoraggiata a scrivere una storia della psicoanalisi. Con la guida di Jean Levaillant nel 1974 ha finito il dottorato in letteratura francese con una tesi intitolata Inscription du désir et roman du sujet. Ha quindi preso l'abilitazione come ricercatrice con Michelle Perrot con uno studio intitolato Études d'histoire du freudisme: origines, invention doctrinale, mouvement institutionnel et implications dans la culture du XXe siècle.
Dal 1991 conduce un seminario di storia della psicoanalisi ai dottorandi dell'università Paris-VII, dal 2011 esteso al dipartimento di storia dell'École normale supérieure. Dal 2001 al 2007 ha tenuto lezioni anche all'École pratique des hautes études.

## Percorso psicoanalitico
Da bambina ha fatto qualche mese di cura con Françoise Dolto, interessandosi presto in maniera autodidattica alla psicoanalisi. Ha quindi seguito il percorso analitico con Octave Mannoni. Nel 1969 è entrata all'EFP ("École freudienne de Paris", fondata da Jacques Lacan), dove ha proseguito la sua formazione di psicoanalista e dove è restata membro fino alla sua chiusura nel 1981.

## Ricerca
Dal 1969 al 1979 ha fatto parte del comitato di redazione della rivista "Action poétique" diretta da Henri Deluy. Dal 1986 al 1996 è stata nella redazione di Libération. Dal 1996 è passata a scrivere sul quotidiano Le Monde. È stata anche nella redazione delle riviste L'Homme (1996-2001), History of Psychiatry e Cliniques méditerranéennes oltre che "visiting professor" alle università inglesi di Middlesex e Roehampton.
Gli argomenti di critica letteraria ruotano intorno alla letteratura del XX secolo, in particolare su Raymond Roussel, Antonin Artaud, Bertolt Brecht o Louis-Ferdinand Céline, ma anche sulla malinconia di Théroigne de Méricourt e sulla Rivoluzione francese, o sul concetto di modernità letteraria attraverso Charles Baudelaire, Arthur Rimbaud e Lautréamont quali fondatori dell'idea di "Je suis un autre" (io sono un altro), quindi sulla psicobiografia e la clinica del comportamento degli autori. Ha anche scritto su Jean-Paul Sartre quale lettore di Freud, su Lucien Febvre, Georges Bataille, Carl Gustav Jung e il nazismo, Claude Lévi-Strauss, sul sionismo, l'antisemitismo ecc. Uno dei suoi testi più noti è L'Analyse, l'archive (2001) che analizza la nozione di archivio e di certificazione e verifica della storia in relazione a Jacques Derrida e a Lacan. Proprio su quest'ultimo ha scritto anche Jacques Lacan. Esquisse d'une vie, histoire d'un système de pensée (1993) e con il primo ha pubblicato la conversazione De quoi demain... (2001). Nel 2005, in occasione dell'uscita del Libro nero della psicoanalisi di Catherine Meyer, Mikkel Borch-Jacobsen e altri, che attaccava il freudismo ha risposto con Pourquoi tant de haine?, difendendo la tradizione imperfetta ma necessaria degli studi in questo campo, di cui tra l'altro proprio lei è una dei maggiori storici. È infatti nota forse ancora maggiormente per la Histoire de la psychanalyse en France in due volumi (1885-1939, uscito nel 1982 e 1925-1985, uscito nel 1986, riediti nel 1994). La polemica, che ha coinvolto anche Michel Onfray (a sua volta lui ha accusato la Roudinesco di difendere la psicoanalisi per ragioni "clientelari") e Jacques Van Rillaer non si è risolta del tutto. Altre polemiche (e citazioni in giudizio) da parte di Judith Miller e Jacques-Alain Miller si sono scatenate a proposito di affermazioni all'interno della biografia su Lacan.
Ha anche prefato opere di Carlo Bonomi, Sigmund Freud, Eli Zaretsky, Joseph Guglielmi, Hilda Doolittle ecc.

## Opere
- Initiation à la linguistique générale, Paris: L'expansion scientifique française, 1967
- Pour une politique de la psychanalyse, Paris: Maspero, 1977
- Histoire de la psychanalyse en France, vol. 1, Paris: Seuil, 1982 (n. ed. Fayard 1994)
- Histoire de la psychanalyse en France, vol. 2, Paris: Seuil, 1986 (n. ed. Fayard 1994)
- Théroigne de Méricourt. Une femme mélancolique sous la Révolution, Paris: Seuil, 1989 (n. ed. Albin Michel, 2010)
- Jacques Lacan. Esquisse d'une vie, histoire d'un système de pensée, Paris: Fayard, 1993
  - trad. di Fabio Polidori, Jacques Lacan. Profilo di una vita, storia di un sistema di pensiero, Milano: Raffaello Cortina, 1995 ISBN 88-7078-359-6
- Généalogies, Paris: Fayard, 1994
- con Michel Plon, Dictionnaire de la psychanalyse, Paris: Fayard, 1997 (n. ed. 2000 e 2006)
- Pourquoi la psychanalyse?, Paris: Fayard, 1999
  - trad. di Maurizio Grasso, Perché la psicanalisi?, prefazione di Giancarlo Ricci, Roma: Editori Riuniti, 2000 ISBN 88-359-4912-2
- con Pierre Morel e Jean-Pierre Bourgeron, Au-delà du conscient. Histoire illustrée de la psychiatrie et de la psychanalyse, Paris: Hazan, 2000
- L'analyse, l'archive, Paris: Bibliothèque Nationale de France, 2001
- con Jacques Derrida, De quoi demain… Dialogue, Paris: Fayard, 2001
  - trad. di Guido Brivio, Quale domani?, Torino: Bollati Boringhieri, 2004 ISBN 88-339-1510-7
- La Famille en désordre, Paris: Fayard, 2002
  - trad. La famiglia in disordine, Roma: Meltemi, 2006 ISBN 978-88-8353-492-8
- Le Patient, le thérapeute et l'État, Paris: Fayard, 2004
- Philosophes dans la tourmente, Paris: Fayard, 2005
- Antropologia e psicoanalisi, a cura di Roberto Beneduce ed Élisabeth Roudinesco, 2 voll. (I. Etnopsicoanalisi. Temi e protagonisti di un dialogo incompiuto, II. Antropologia della cura), Torino: Bollati Boringhieri, 2005 ISBN 88-339-1625-1 ISBN 88-339-1626-X
- Presentazione di Carlo Bonomi, Sulla soglia della psicoanalisi. Freud e la follia infantile, Torino: Bollati Boringhieri, 2007 ISBN 978-88-339-1734-4
- La part obscure de nous-mêmes: une histoire des pervers, Paris: Albin Michel, 2007
  - trad. di Elisabetta Basso, La parte oscura di noi stessi. Una storia dei perversi, Costabissara: A. Colla, 2008 ISBN 978-88-89527-37-5
- Retour sur la question juive, Paris: Albin Michel, 2009
  - trad. di Diana Napoli, Ritorno sulla questione ebraica, Milano: Mimesis, 2017 ISBN 978-88-575-4142-6
- Mais pourquoi tant de haine?, Paris: Seuil, 2010
- Lacan, envers et contre tout, Paris: Seuil, 2011
- con Alain Badiou, Lacan. Passé, présent. Dialogues, Paris: Seuil, 2012
  - trad. di Diana Napoli, Lacan. Passato presente, Milano: Mimesis, 2019 ISBN 978-88-575-5524-9
- Sigmund Freud en son temps et dans le nôtre, Paris: Seuil, 2014
  - trad. di Valeria Zini, Sigmund Freud nel suo tempo e nel nostro, Torino: Einaudi, 2015 ISBN 978-88-062-2650-3
- Dictionnaire amoureux de la psychanalyse, Paris: Plon, 2017

## Filmografia
- Sigmund Freud. L'invention de la psychanalyse, 1997, in collaborazione con Élisabeth Kapnist, prod. France 3/ARTE
- Chercheurs de notre temps: Élisabeth Roudinesco, 1999, intervista di Dominique Bollinger, regia di Philippe Miquel, prod. Centre de documentation pédagogique
- Jacques Lacan, la psychanalyse réinventée, regia di Élisabeth Kapnist, prod. INA/ARTE